# أندرياس فريدريك باور
أندرياس فريدريك باور (بالألمانية: Andreas Friedrich Bauer)‏ هو مهندس ألماني، ولد في 18 أغسطس 1783 في شتوتغارت في ألمانيا، وتوفي في 27 ديسمبر 1860 في فورتسبورغ في ألمانيا.